# Ibrahim Mahlab
Ibrahim Mahlab (Caïro, 12 april 1949) is een Egyptisch bestuurder en politicus. Van 1994 tot 2013 was hij bestuursvoorzitter van de Arab Contractors Company en daarnaast had hij enkele andere bestuursfuncties in handen, waaronder in de Nationaal-Democratische Partij van president Moebarak. Op 1 maart 2014 volgde hij Hazem al-Beblawi op als premier van Egypte en op 19 september 2015 werd hij zelf opgevolgd door Sherif Ismail.

## Biografie
Mahlab studeerde in 1972 af aan de technische faculteit van de Universiteit van Caïro. Daarna maakte hij carrière bij de Arab Contractors Company die in 1955 door Sadats minister van volkshuisvesting, Othman Ahmed Othman, in het leven werd geroepen en uitgroeide tot een van de grootste bouwbedrijven van de regio.
In 1994 benoemde Moebaraks minister van volkshuisvesting, Ibrahim Souliman, Mahlab tot bestuursvoorzitter van het bedrijf. In deze functie voerde hij tot 2013 een aantal in het oog springende bouwprojecten uit, waaronder de renovatie van de presidentiële paleizen. Deze projecten vormden later een onderdeel in de aanklacht tegen Moebarak, vanwege de verduistering van 125 miljoen Egyptische pond (iets meer dan 13 miljoen euro). Moebarak werd schuldig bevonden en tekende hoger beroep aan (stand van februari 2014).
Daarnaast voerde Mahlab een aantal nevenfuncties uit, waaronder als lid van de raad van bestuur van het technisch onderzoekscentrum van de Universiteit van Caïro, hoofd van de Algerijns-Egyptische bedrijfsraad en lid van het onderzoekscentrum voor volkshuisvesting.
Hij was geruime tijd lid van de Nationaal-Democratische Partij, die in 2011 werd opgeheven nadat president Moebarak door de Egyptische Revolutie ten val was gebracht. Ten tijde van de revolutie vervulde hij een belangrijke rol binnen de partij.
Tijdens het premierschap van Hazem al-Beblawi (2013-14) was Mahlab minister van volkshuisvesting. In februari 2014 ontbond Beblawi zijn kabinet om de weg vrij te maken voor de kandidatuur van Abdul Fatah al-Sisi voor de aanstaande presidentsverkiezingen. Sisi was op dat moment opperbevelhebber en minister van defensie in het kabinet van Beblawi, functies die hem in de weg stonden om mee te strijden in de verkiezingen.
Waarnemend president Adly Mansour wees daarna Mahlab aan als Beblawi's opvolger en trad op 1 maart aan als premier van Egypte. Bij zijn aantreden kondigde hij aan dat zijn hoofddoel eruit bestond "om de veiligheid in Egypte te herstellen en terrorisme tot in alle uithoeken van het land te bestrijden." Mansour werd op 8 juni 2014 opgevolgd door Sisi.